# Osterode am Harz
Osterode am Harz – miasto i jednocześnie gmina samodzielna (niem. Einheitsgemeinde) w środkowych Niemczech, w kraju związkowym Dolna Saksonia, w powiecie Getynga. Liczy 22 201 mieszkańców (31 grudnia 2015). Do 31 października 2016 siedziba powiatu Osterode am Harz.
Podczas II wojny światowej, od 1939 r. do 1941 r., w mieście znajdował się niemiecki obóz jeniecki Oflag XI A, w którym przetrzymywano polskich oficerów, następnie przeniesiony do Włodzimierza w okupowanej Polsce.

## Miasta partnerskie
- Armentières
- Ostróda